# Долинська сільська рада (Теребовлянський район)
Долинська сільська́ ра́да — адміністративно-територіальна одиниця та орган місцевого самоврядування в Теребовлянському районі Тернопільської області. Адміністративний центр — село Долина.

## Загальні відомості
- Долинська сільська рада утворена в 1939 році.
- Територія ради: 5,776 км²
- Населення ради: 1 322 особи (станом на 2001 рік)
- Територією ради протікає річка Серет.

## Населені пункти
Сільській раді були підпорядковані населені пункти:
- с. Долина
- с. Слобідка

## Склад ради
Рада складалася з 16 депутатів та голови.
- Голова ради: Галянтий Петро Франкович
- Секретар ради: Палка Данна Євгенівна

### Керівний склад попередніх скликань
| Прізвище, ім'я, по батькові | Основні відомості                                                               | Дата обрання | Дата звільнення |
| --------------------------- | ------------------------------------------------------------------------------- | ------------ | --------------- |
| Галянтий Петро Франкович    | Сільський голова, 1962 року народження, освіта середня спеціальна, безпартійний | 26.03.2006   | 31.10.2010      |
| Галянтий Петро Франкович    | Сільський голова, 1962 року народження, освіта середня спеціальна, безпартійний | 31.10.2010   |                 |

Примітка: таблиця складена за даними сайту Верховної Ради України

### Депутати
За результатами місцевих виборів 2010 року депутатами ради стали:

#### За суб'єктами висування
| Суб'єкт висування | Кількість обраних депутатів | %   |
| ----------------- | --------------------------- | --- |
| Самовисування     | 16                          | 100 |

#### За округами
| № округу | Прізвище, ім'я, по батькові        | Дата визнання обраним | Освіта             | Партійна приналежність | Відомості про обраного депутата                     |
| -------- | ---------------------------------- | --------------------- | ------------------ | ---------------------- | --------------------------------------------------- |
| 1        | Голубовський Степан Петрович       | 01.11.2010            | середня спеціальна | позапартійний          | ПАП «Поділля АТРО», комірник                        |
| 2        | Телесніцький Богдан Станіславович  | 01.11.2010            | середня спеціальна | позапартійний          | пенсіонер                                           |
| 3        | Чорній Степан Володимирович        | 01.11.2010            | середня спеціальна | позапартійний          | приватний підприємець                               |
| 4        | Домбровський Михайло Станіславович | 01.11.2010            | середня спеціальна | позапартійний          | тимчасово не працює                                 |
| 5        | Фучило Іванна Миколаївна           | 01.11.2010            | вища               | позапартійна           | Долинська загальноосвітня школа І-ІІ ст., вчитель   |
| 6        | Боднар Ігор Йосипович              | 01.11.2010            | вища               | позапартійний          | Долинська загальноосвітня школа І-ІІ ст., директор  |
| 7        | Бовдис Ольга Іванівна              | 01.11.2010            | середня спеціальна | позапартійна           | тимчасово не працює                                 |
| 8        | Сенкович Наталія Петрівна          | 01.11.2010            | середня спеціальна | позапартійна           | Долинське відділення зв'язку, начальник ВПЗ         |
| 9        | Ковальська Наталія Юріївна         | 01.11.2010            | середня спеціальна | позапартійна           | Долинська сільська рада, головний бухгалтер         |
| 10       | Палка Данна Євгенівна              | 01.11.2010            | середня спеціальна | позапартійна           | Долинська сільська рада, секретар                   |
| 11       | Джус Віра Миколаївна               | 01.11.2010            | середня спеціальна | позапартійна           | Долинська лікарська амбулаторія, медсестра          |
| 12       | Кучман Ганна Леонівна              | 01.11.2010            | середня спеціальна | позапартійна           | тимчасово не працює                                 |
| 13       | Семків Михайло Ярославович         | 01.11.2010            | середня спеціальна | позапартійний          | тимчасово не працює                                 |
| 14       | Ваврик Ярослава Орестівна          | 01.11.2010            | середня спеціальна | позапартійна           | тимчасово не працює                                 |
| 15       | Касіян Марія Іванівна              | 01.11.2010            | середня спеціальна | позапартійна           | Долинська лікарська амбулаторія, медсестра лаборант |
| 16       | Новіцька Марія Миколаївна          | 01.11.2010            | середня спеціальна | позапартійна           | Долинська сільська рада, начальник ВОС              |